# 16669 Rionuevo
16669 Rionuevo è un asteroide della fascia principale. Scoperto nel 1993, presenta un'orbita caratterizzata da un semiasse maggiore pari a 1,9338578 UA e da un'eccentricità di 0,0851295, inclinata di 24,60429° rispetto all'eclittica.